# Cheiracanthium nalsaroverense
Cheiracanthium nalsaroverense is een spinnensoort uit de familie Cheiracanthiidae.
De wetenschappelijke naam van de soort werd in 1973 gepubliceerd door Patel & Patel.